# NGC 4209
NGC 4209 – obiekt znajdujący się w gwiazdozbiorze Warkocza Bereniki, skatalogowany przez Williama Herschela 11 kwietnia 1785 roku jako obiekt typu „mgławicowego”. Jego identyfikacja nie jest pewna ze względu na niedokładność podanej przez Herschela pozycji – jest to albo gwiazda 13. wielkości (jej pozycja znajduje się w infoboksie obok), albo zdublowana obserwacja galaktyki NGC 4185 odkrytej przez Herschela tej samej nocy.